# Ташев, Сергей Иванович
Сергей Иванович Ташев (1905, Санкт-Петербург — 1960) — советский юрист, государственный и партийный деятель, первый председатель Саратовского областного суда (1936—1938).

## Биография
Сергей Иванович Ташев родился в 1905 году в Санкт-Петербурге, рос без отца.
- В 1916 году окончил Охтинскую начальную школу. Обучался в 3-м Петроградском реальном училище и Балашовской школе III ступени, но не в одном из них образование не закончил. Работал раздатчиком книг и заведовал библиотекой балашовского партклуба, занимался самообразованием. В 1920 году вступил в комсомол.
- 1922 год — 1925 год — учёба в Саратовском коммунистическом университете имени В. И. Ленина.
- 1922 год — принят в члены в ВКП(б).
- 1925 год — 1927 год — народный следователь в Вязовке, Рудне, Камышине и Вольске.
- 1927 год — 1929 год — народный судья в городе Вольске.
- 1929 год — 1934 год — на партработе.
- 1934 год — 1935 год — первый секретарь Ртищевского райкома ВКП(б)[1][2].
- 1936 год — заведующий организационным отделом Саратовского городского совета.
- 1936 год — 1938 год — сначала заместитель, затем председатель Саратовского областного суда[3][4].
- 1940 год — начальник Управления Народного комиссариата юстиции РСФСР по Хабаровскому краю.
- 1952 год — 1955 год — проживал в Волгоградской области[5].

Умер в 1960 году.

## Семья
- Мать — Евдокия Петровна Ташева
- Сестра — Александра Ивановна Ташева — обучалась в Мариинском женском училище.